# Ansor Kibrozaschwili
Ansor Kibrozaschwili (georgisch ანზორ ქიბროწაშვილი; * 25. Oktober 1939 in Achmeta, Georgische SSR, Sowjetunion; † 28. November 2008) war ein sowjetischer Judoka. Er gewann zwei Europameistertitel.

## Sportliche Karriere
Bei den Europameisterschaften 1962 in Essen wurden letztmals Titel nach Dan-Klassen vergeben. Kibrozaschwili gewann in der Klasse des 2. Dan vor dem Italiener Remo Venturelli. Im Jahr darauf fanden in Genf Amateur-Europameisterschaften in den einzelnen Gewichtsklassen statt. Im Schwergewicht siegte der Deutsche Klaus Glahn vor Kibrozaschwili. 1965 fanden in Madrid letztmals Amateur-Europameisterschaften statt. Kibrozaschwili siegte in der neuen Gewichtsklasse Halbschwergewicht vor dem Franzosen Yves Reymond. Im Oktober 1965 bei den Weltmeisterschaften in Rio de Janeiro trat Kibrozaschwili in der offenen Klasse an und gewann die Silbermedaille hinter Isao Inokuma.
Bei den Europameisterschaften 1966 in Luxemburg gewann Kibrozaschwili eine Bronzemedaille im Halbschwergewicht. Im Jahr darauf bei den Europameisterschaften in Rom kämpfte er im Schwergewicht und gewann die Silbermedaille hinter dem Niederländer Willem Ruska. Zwei Jahre später erreichte Kibrozaschwili das Finale in der offenen Klasse bei den Europameisterschaften 1969 in Ostende und verlor erneut gegen Ruska. Im Oktober 1969 bei den Weltmeisterschaften in Mexiko-Stadt trat Kibrozaschwili sowohl im Schwergewicht als auch in der offenen Klasse an. Im Schwergewicht unterlag er in der Hauptrunde dem Japaner Shūji Suma und in der Trostrunde Klaus Glahn. In der offenen Klasse verlor er in der Hauptrunde gegen den Japaner Masatoshi Shinomaki und in der Trostrunde gegen Willem Ruska.